# Cementerio Real de Haga (Suecia)
El Cementerio Real de Haga está situado en la localidad de Solna, en el área metropolitana de Estocolmo en Suecia. En este cementerio, situado en el Parque de Haga están enterrados numerosos miembros de la familia real sueca.

## Historia

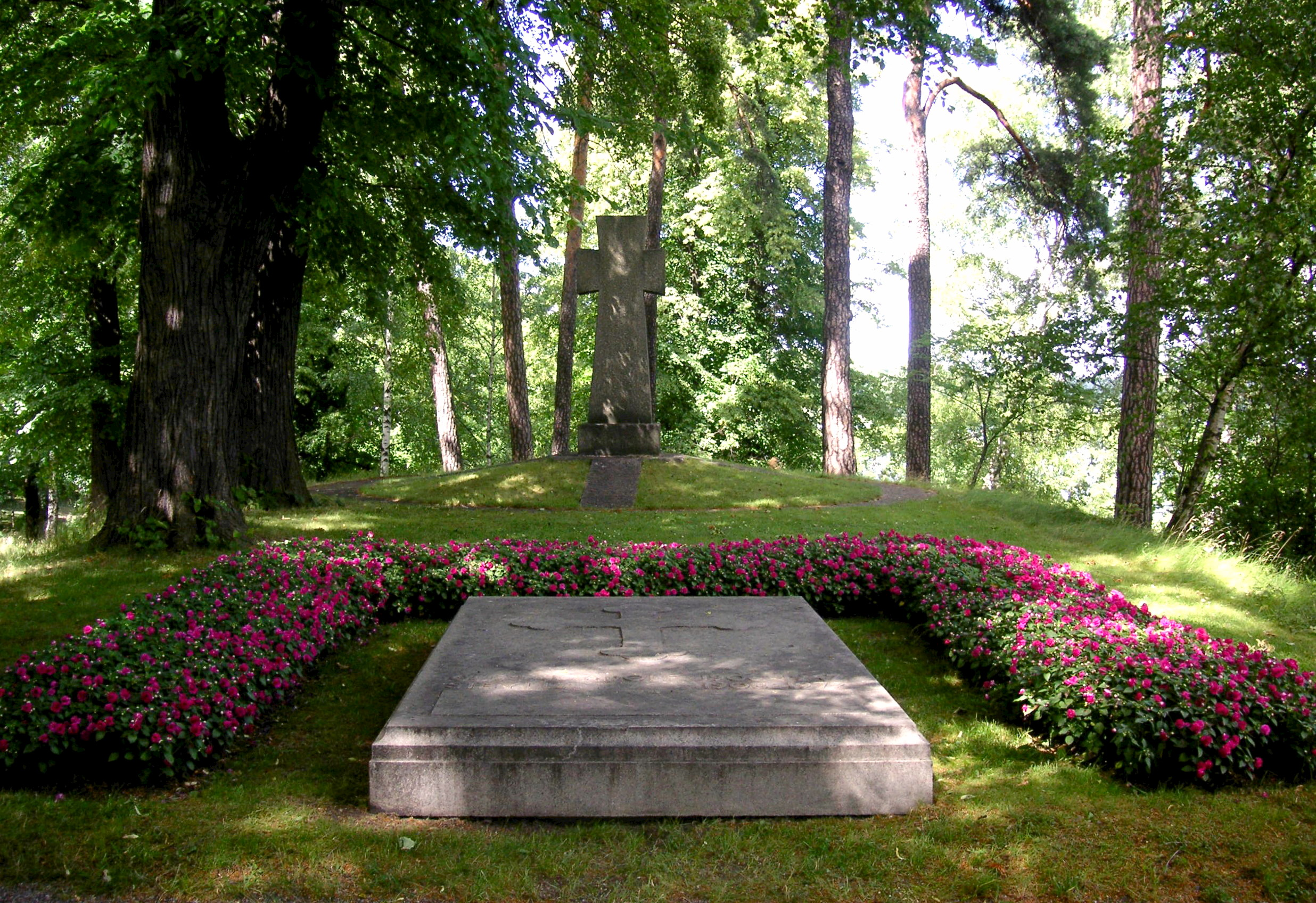
Cripta del príncipe heredero Gustavo Adolfo y la princesa Sibila, padres del rey Carlos XVI Gustavo

Se utilizó por primera vez en el año 1922 y es el único cementerio de la familia real sueca desde el 1950.  Ocupa toda la pequeña isla de Karlsborg en la bahía de Brunnviken. El cementerio es parte del popular Parque Haga en Solna y está próximo a diversas residencias reales como el Palacio de Haga. 

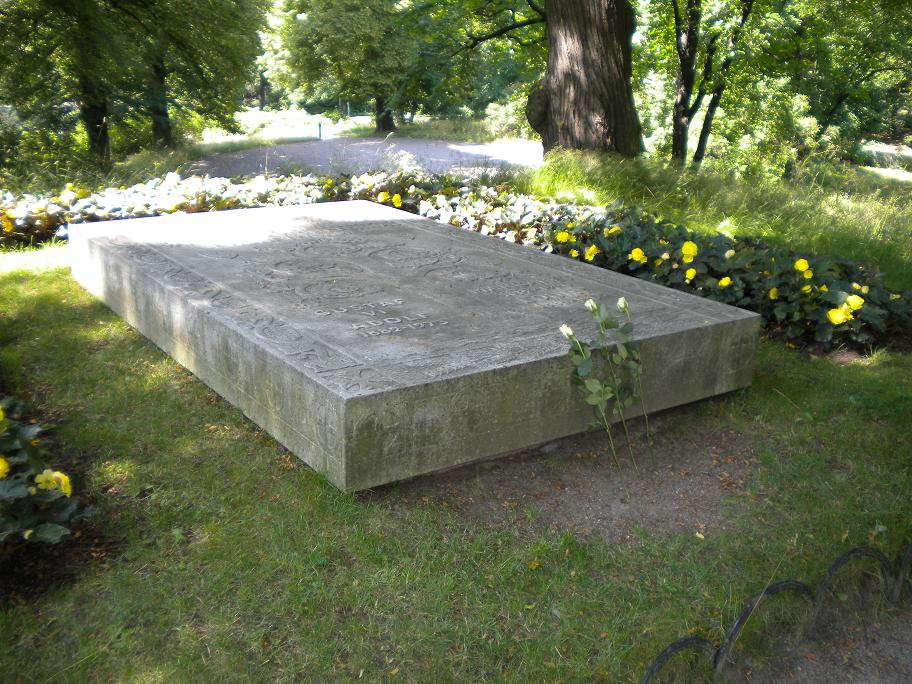
Cripta del rey Gustavo VI Adolfo y sus dos esposas, la reina Luisa y la princesa heredera Margarita

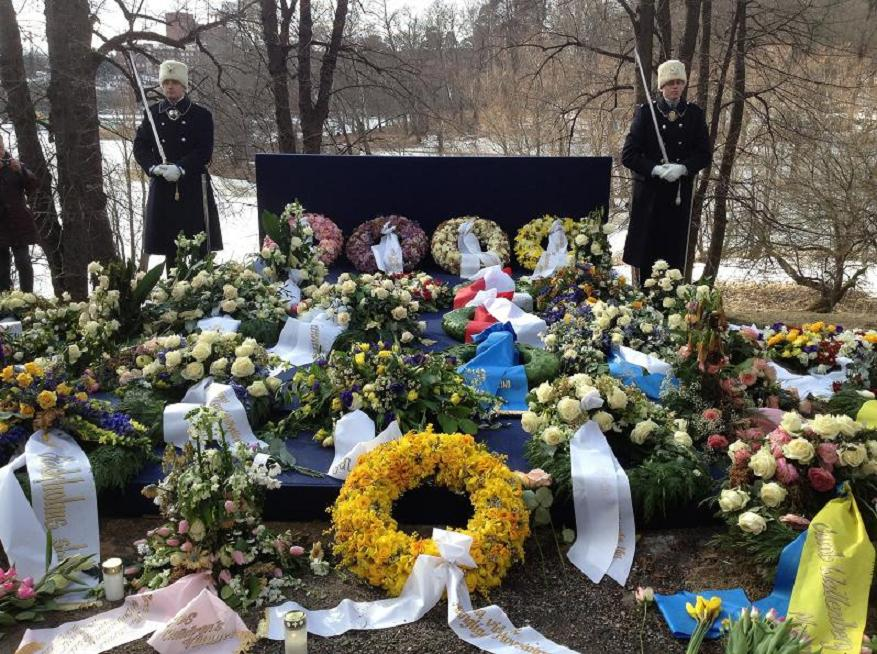
Cripta del príncipe Bertil y la princesa Lilian el día del funeral de esta última

El cementerio está abierto al público de forma gratuita.

## Miembros de la realeza enterrados

### Monarcas y consortes
- Reina consorte Luisa, fallecida el 7 de marzo de 1965
- Rey Gustavo VI Adolfo, fallecido el 15 de septiembre de 1973

### Otros miembros de la familia
- Princesa heredera consorte Margarita, fallecida el 1 de mayo de 1920
- Príncipe heredero Gustavo Adolfo, duque de Västerbotten, fallecido el 26 de enero de 1947
- Príncipe Carlos, duque de Västergötland, fallecido el 24 de octubre de 1951
- Princesa Ingeborg, duquesa de Västergötland, fallecida el 11 de marzo de 1958
- Princesa Sibila, duquesa de Västerbotten, fallecida el 28 de noviembre de 1972
- Príncipe Bertil, duque de Halland, fallecido el 5 de enero de 1997
- Príncipe Sigvard Bernadotte, fallecido el 4 de febrero de 2002
- Príncipe Carlos Bernadotte, fallecido el 23 de junio de 2003
- Príncipe Carlos Juan Bernadotte, conde Bernadotte de Wisborg, falledico el 5 de mayo de 2012
- Princesa Lilian, duquesa de Halland, fallecida el 10 de marzo de 2013
- Princesa Kristine Bernadotte, fallecida el 4 de noviembre de 2014
- Condesa Gunnila Bernadotte, fallecida el 29 de septiembre de 2016
- Princesa Brígida, fallecida el 4 de diciembre de 2024